# Plicopurpura
Plicopurpura is een geslacht van weekdieren uit de klasse van de Gastropoda (slakken).

## Soorten
- Plicopurpura columellaris (Lamarck, 1816)
- Plicopurpura eudeli (G. B. Sowerby III, 1903)
- Plicopurpura patula (Linnaeus, 1758)